# الأبرشية البطريركية المارونية نيابة صربا
الأبرشية البطريركية المارونية نيابة صربا أو الأبرشية الكاثوليكية المارونية في الجبة وجونيه وصربا (باللاتينية: Eparchia Iobbensis, Sarbensis et Iuniensis Maronitarum) هي أبرشية تابعة للكنيسة المارونية وتخضع مباشرة لبطريرك أنطاكية الماروني في لبنان.
تمتد صلاحيات الأبرشية البطريركية المارونية نيابة صربا على الموارنة الذين يعيشون في الجزء الشمالي الأوسط من محافظة جبل لبنان في لبنان، ويقع مقرها الأبرشي في مدينة جونيه، ويرأسها في الوقت الحالي البطريرك الماروني الكاردينال بشارة بطرس الراعي. وتُعتبر الأبرشية الكاثوليكية المارونية على الجبة وجونيه وصربا هي موطن بطريرك أنطاكية للموارنة، والذي يحكم الأبرشيات الثلاث من خلال ثلاثة نواب بطريركيين، وهم جوزيف نفاع في الجبة، ونبيل أنداري في جونيه، وبولس إميل روحانا في صربا.

## الأقاليم التابعة
يخضع المواطنون المسيحيون الموارنة في منطقة شمال وسط محافظة جبل لبنان إلى سلطة الأبرشية البطريركية المارونية نيابة صربا، وتنقسم المنطقة إلى 149 رعية. وفي عام 2013 كان هناك 396,250 معمّدًا مارونيًّا في المنطقة.

## مركز الحج

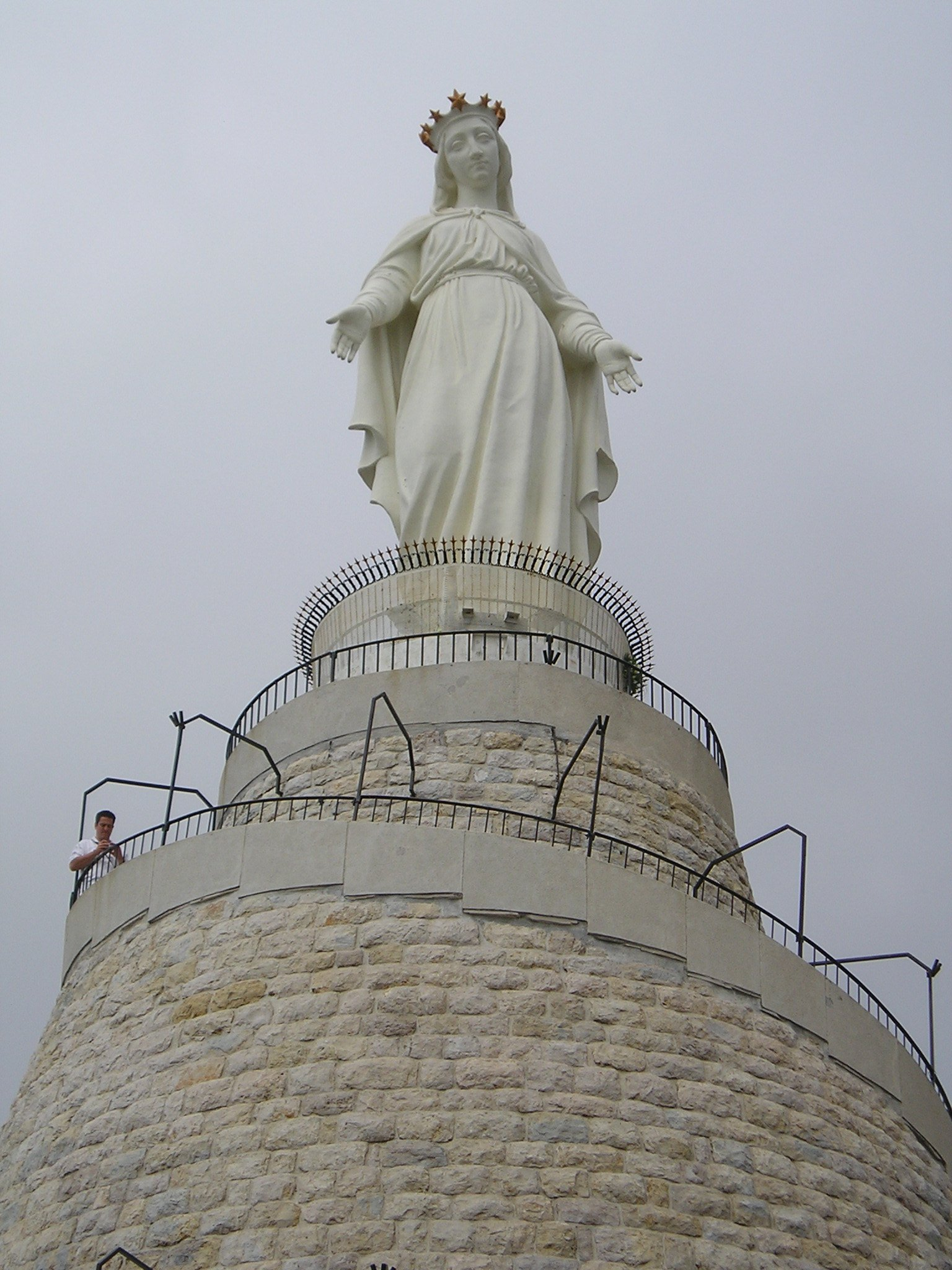
تمثال سيدة لبنان الموجود في مزار سيدة لبنان ببلدة حريصا في جونيه بمحافظة جبل لبنان

يُعتبر مزار سيدة لبنان الواقع في حريصا، والذي يوجد به تمثال سيدة لبنان، هو الوجهة التي يحج إليها المؤمنون التابعين للكنيسة المارونية.

## لمحة تاريخية
أنشئت الأبرشية البطريركية المارونية في صربا في 11 ديسمبر (كانون الأول) عام 1959 بموجب مرسوم للبابا يوحنا الثالث والعشرون بابا الفاتيكان لتُصبح مسؤولة عن الرعايا الكاثوليك الموارنة المقيمين على بعض الأراضي التي كانت خاضعة من قبل لسلطة أبرشية دمشق، ثُم أنشئت أبرشية جونيه في 4 أغسطس (آب) عام 1977، ثُم أنشئت أبرشية الجبة في 2 مايو (أيار) 1986. وفي 9 يونيو (حزيران) 1990، تم توحيد أبرشيتي الجبة وصربا مع أبرشية البترون. وفي 5 يونيو (حزيران) عام 1999، تم توحيد أبرشيتي الجبة وصربا مع أبرشية جونيه، بينما عادت البترون مرة أخرى منطقة كنسية مستقلة.

## قائمة الأساقفة

### أساقفة أبرشية صربا
| الاسم       | تاريخ تولي المنصب            | تاريخ ترك المنصب                   |
| ----------- | ---------------------------- | ---------------------------------- |
| مايكل دوميث | 11 ديسمبر (كانون الأول) 1959 | حتى وفاته في 25 فبراير (شباط) 1989 |

### أساقفة أبرشية جونيه
| الاسم       | تاريخ تولي المنصب | تاريخ ترك المنصب                     |
| ----------- | ----------------- | ------------------------------------ |
| شكرالله حرب | 4 أغسطس (آب) 1977 | حتى انسحابه في 5 يونيو (حزيران) 1999 |

### أساقفة أبرشية الجبة
| الاسم              | تاريخ تولي المنصب  | تاريخ ترك المنصب      |
| ------------------ | ------------------ | --------------------- |
| نصر الله بطرس صفير | 5 مايو (أيار) 1986 | 9 يونيو (حزيران) 1990 |

### أساقفة أبرشية الجبة وصربا والبترون
| الاسم              | تاريخ تولي المنصب     | تاريخ ترك المنصب      |
| ------------------ | --------------------- | --------------------- |
| نصر الله بطرس صفير | 9 يونيو (حزيران) 1990 | 5 يونيو (حزيران) 1999 |

### أساقفة أبرشية الجبة وجونيه وصربا
| الاسم              | تاريخ تولي المنصب     | تاريخ ترك المنصب                      |
| ------------------ | --------------------- | ------------------------------------- |
| نصر الله بطرس صفير | 5 يونيو (حزيران) 1999 | حتى استقالته في 26 فبراير (شباط) 2011 |
| بشارة بطرس الراعي  | 15 مارس (أذار) 2011   |                                       |

### الأساقفة المُساعدون
| الاسم        | تاريخ تولي المنصب      | ملاحظات           |
| ------------ | ---------------------- | ----------------- |
| مارون العمار | 16 يونيو (حزيران) 2012 | أسقف قنوات الفخري |
| بولس روحانا  | 16 يونيو (حزيران) 2012 | أسقف طرطوس الفخري |